# Algernon Percy, I conte di Beverly
Algernon Percy, I conte di Beverly (Londra, 21 gennaio 1750 – Le Mans, 21 ottobre 1830), è stato un nobile e politico inglese.

## Biografia
Era il figlio minore di Lord Hugh Percy, I duca di Northumberland, e di sua moglie, Lady Elizabeth Seymour, unica figlia di Algernon Seymour, VII duca di Somerset. Era il fratello minore di Hugh Percy, II duca di Northumberland e il fratellastro di James Smithson. Fu educato ad Eton.

## Carriera
Nel 1774 divenne membro del partito Whig e della Camera dei Comuni rappresentando il Northumberland. Nel 1786 lasciò la Camera dei comuni quando ereditò la baronia di Lovaine da suo padre. Fu creato Conte di Beverley nel 1790.

## Matrimonio
Sposò, l'8 giugno 1775 a Londra, Susan Isabella Burrell (19 dicembre 1750-24 gennaio 1812), figlia di Peter Burrel. Ebbero quattordici figli:
- Lady Charlotte Percy (3 giugno 1776-26 novembre 1862), sposò George Ashburnham, III conte di Ashburnham, ebbero dodici figli;
- Elizabeth Percy (1777–1779)[3]
- George Percy, V duca di Northumberland (22 giugno 1778-22 agosto 1867);
- Algernon Percy (1779-1833);
- un figlio (1781);
- Lady Susanna Percy (1782–?);
- Hugh Percy (29 gennaio 1784-5 febbraio 1856), sposò Mary Manners-Sutton, ebbero quattro figli;
- Joseceline Percy (29 gennaio 1784-19 ottobre 1856), sposò Sophia Elizabeth Walhouse, ebbero quattro figli;
- Henry Percy (14 settembre 1785-15 settembre 1825)[4][5][6];
- Lady Emily Charlotte (1787-22 maggio 1877), sposò Andrew Mortimer Drummond, ebbero cinque figli;
- William Henry Percy (24 marzo 1788-5 ottobre 1855);
- Francis John Percy (1790-23 agosto 1812);
- Charles Greatheed Bertie Percy (4 marzo 1794-11 ottobre 1870), sposò Anne Caroline Greatheed, ebbero una figlia.
- Louise Margaret Percy (1796–1796)[3].

## Morte
Lord Beverley morì il 21 ottobre 1830 e gli successe il figlio maggiore, George, che in seguito ereditò il ducato di Northumberland da suo cugino nel 1865.

## Ascendenza
|                                        |                                      |                                                  | Genitori                                        |  |  | Nonni |  |  | Bisnonni                     |  |  | Trisnonni                     |  |
|                                        |                                      |                                                  |                                                 |  |  |       |  |  | Hugh Smithson, III baronetto |  |  | Jerome Smithson, II baronetto |  |
|                                        |                                      |                                                  |                                                 |  |  |       |  |  | Hugh Smithson, III baronetto |  |  | Jerome Smithson, II baronetto |  |
|                                        |                                      | Mary Wingate                                     |                                                 |  |  |       |  |  | Hugh Smithson, III baronetto |  |  |                               |  |
| Langdale Smithson                      |                                      |                                                  |                                                 |  |  |       |  |  | Hugh Smithson, III baronetto |  |  |                               |  |
|                                        |                                      | Jane Langdale                                    | Marmaduke Langdale, II barone Langdale di Holme |  |  |       |  |  |                              |  |  |                               |  |
|                                        |                                      | Jane Langdale                                    | Marmaduke Langdale, II barone Langdale di Holme |  |  |       |  |  |                              |  |  |                               |  |
|                                        |                                      | Jane Langdale                                    | Elizabeth Savage                                |  |  |       |  |  |                              |  |  |                               |  |
| Hugh Percy, I duca di Northumberland   |                                      | Jane Langdale                                    |                                                 |  |  |       |  |  |                              |  |  |                               |  |
|                                        |                                      | William Reveley                                  | George Reveley                                  |  |  |       |  |  |                              |  |  |                               |  |
|                                        |                                      | William Reveley                                  | George Reveley                                  |  |  |       |  |  |                              |  |  |                               |  |
|                                        |                                      | William Reveley                                  | Barbara Mitford                                 |  |  |       |  |  |                              |  |  |                               |  |
| Philadelphia Reveley                   |                                      | William Reveley                                  |                                                 |  |  |       |  |  |                              |  |  |                               |  |
|                                        |                                      | Margery Willey                                   | Robert Willye                                   |  |  |       |  |  |                              |  |  |                               |  |
|                                        |                                      | Margery Willey                                   | Robert Willye                                   |  |  |       |  |  |                              |  |  |                               |  |
|                                        |                                      | Margery Willey                                   | Margery Willye                                  |  |  |       |  |  |                              |  |  |                               |  |
| Algernon Percy, I conte di Beverly     |                                      | Margery Willey                                   |                                                 |  |  |       |  |  |                              |  |  |                               |  |
|                                        | Charles Seymour, VI duca di Somerset | Charles Seymour, II barone Seymour di Trowbridge |                                                 |  |  |       |  |  |                              |  |  |                               |  |
|                                        | Charles Seymour, VI duca di Somerset | Charles Seymour, II barone Seymour di Trowbridge |                                                 |  |  |       |  |  |                              |  |  |                               |  |
|                                        | Charles Seymour, VI duca di Somerset | Elizabeth Alington                               |                                                 |  |  |       |  |  |                              |  |  |                               |  |
| Algernon Seymour, VII duca di Somerset | Charles Seymour, VI duca di Somerset |                                                  |                                                 |  |  |       |  |  |                              |  |  |                               |  |
|                                        |                                      | Elizabeth Percy, baronessa Percy                 | Josceline Percy, XI conte di Northumberland     |  |  |       |  |  |                              |  |  |                               |  |
|                                        |                                      | Elizabeth Percy, baronessa Percy                 | Josceline Percy, XI conte di Northumberland     |  |  |       |  |  |                              |  |  |                               |  |
|                                        |                                      | Elizabeth Percy, baronessa Percy                 | Elizabeth Wriothesley                           |  |  |       |  |  |                              |  |  |                               |  |
| Elizabeth Seymour, II baronessa Percy  |                                      | Elizabeth Percy, baronessa Percy                 |                                                 |  |  |       |  |  |                              |  |  |                               |  |
|                                        |                                      | Henry Thynne                                     | Thomas Thynne, I visconte Weymouth              |  |  |       |  |  |                              |  |  |                               |  |
|                                        |                                      | Henry Thynne                                     | Thomas Thynne, I visconte Weymouth              |  |  |       |  |  |                              |  |  |                               |  |
|                                        |                                      | Henry Thynne                                     | Frances Finch                                   |  |  |       |  |  |                              |  |  |                               |  |
| Frances Thynne                         |                                      | Henry Thynne                                     |                                                 |  |  |       |  |  |                              |  |  |                               |  |
|                                        |                                      | Grace Strode                                     | George Strode                                   |  |  |       |  |  |                              |  |  |                               |  |
|                                        |                                      | Grace Strode                                     | George Strode                                   |  |  |       |  |  |                              |  |  |                               |  |
|                                        |                                      | Grace Strode                                     | Grace FitzJames                                 |  |  |       |  |  |                              |  |  |                               |  |
|                                        |                                      | Grace Strode                                     |                                                 |  |  |       |  |  |                              |  |  |                               |  |